# Heinz Fallak
Heinz Fallak (* 24. Mai 1928 in Hamborn; † 5. Mai 1999 in Wiesbaden) war ein deutscher Sport-Funktionär, unter anderem Präsident des Landessportbundes Hessen (LSBH).

## Leben

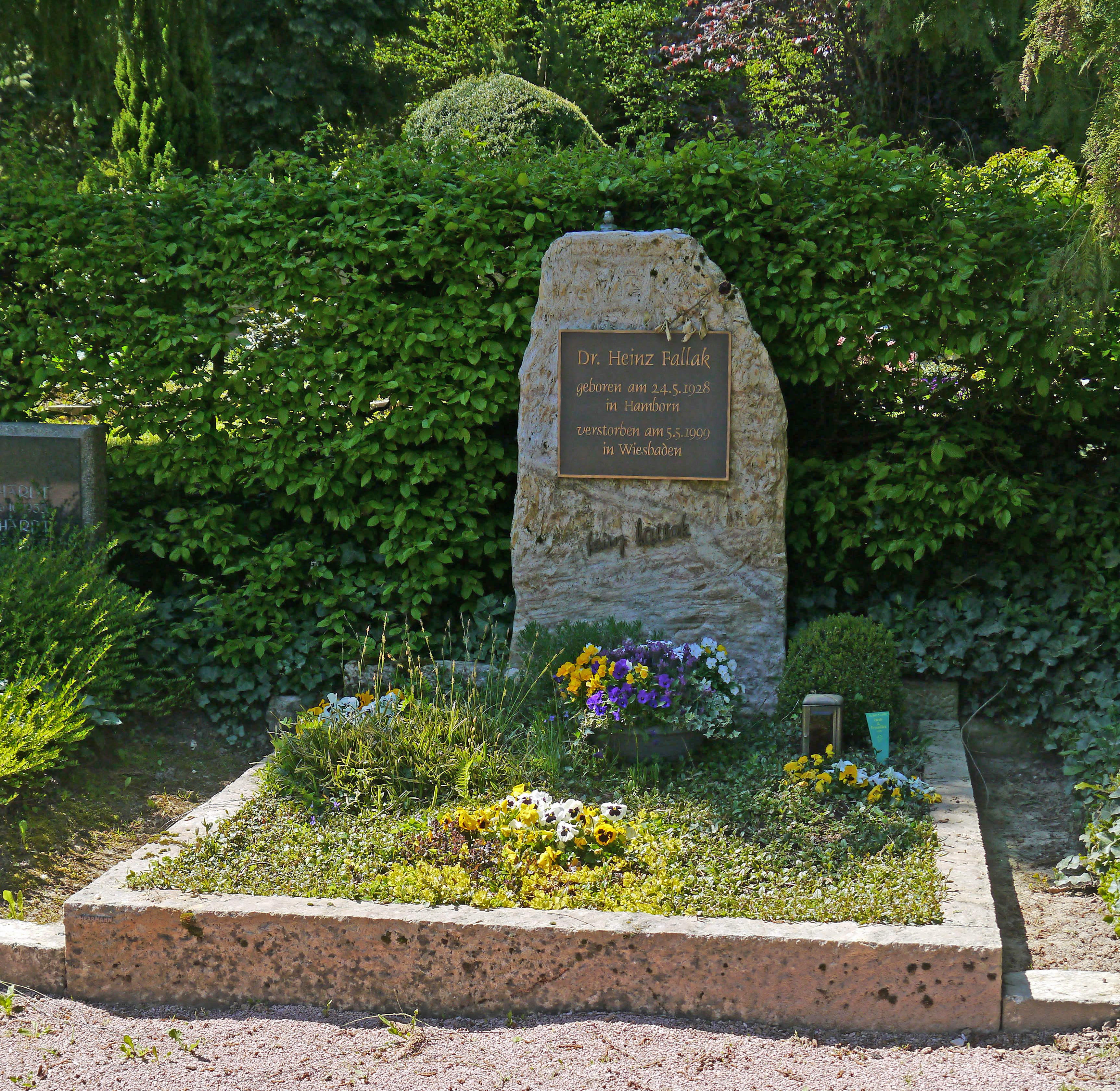
Grab auf dem Nordfriedhof in Wiesbaden

Fallak begann mit zehn Jahren als Schwimmer („weil das Schwimmbad gerade vor der Haustür war“) und wechselte dann zur Leichtathletik. Als Weitspringer absolvierte er zwei Länderkämpfe. Im Jahr 1952 sprang er im Trikot von Rot-Weiß Oberhausen seine Bestweite von 7,39 m. Verletzungen verhinderten bessere Leistungen und eine Olympiateilnahme. Er spielte daneben auch Handball in der Oberliga.
Der diplomierte Sportlehrer wurde im Jahr 1958 ehrenamtlicher DLV-Trainer für Weitspringerinnen und Fünfkämpferinnen. Im selben Jahr wurde er Sportamtsleiter in Münster in Westfalen. Im Jahr 1964 kam er nach Wiesbaden, wo er im Zuge seiner Karriere bis zum Ministerialdirigenten im Ministerium für Jugend, Familie und Gesundheit aufstieg. Er engagierte sich in der Politik und gehörte dem Sportbeirat beim Parteivorstand der SPD an. Obwohl er die Entscheidung Jürgen May bei den Europameisterschaften 1969 in Athen an den Start gehen zu lassen mitgetragen und als Sportwart gegenüber der Mannschaft kommuniziert hatte, gelang es ihm die alleinige Schuld beim Präsidenten des Deutschen Leichtathletik-Verbandes Dr. Max Danz zu lassen. So konnte er bis zum Jahr 1972 als Sportwart des Deutschen Leichtathletik-Verbandes im Amt bleiben. Von 1974 bis 1988 war er Vorsitzender des Bundesausschusses Leistungssport sowie außerdem vier Jahre Vorstandsmitglied der Stiftung Deutsche Sporthilfe. Die Olympischen Spiele in München 1972 betrachtete er trotz der tragischen Begleitumstände als seinen größten Erfolg.
Chef de Mission war Fallak für die bundesdeutschen Olympiamannschaften 1976 (Montreal), 1984 (Los Angeles) und 1988 (Seoul).
Nach weiteren Stationen stand er in den Jahren 1990 bis 1997 an der Spitze des hessischen Sports im LSBH. Bei seinem Ausscheiden aus diesem Amt wurde Fallak zum Ehrenpräsidenten des Verbandes ernannt.
Fallak war im Jahr 1976 an der Ausarbeitung der „Leitlinien für den Spitzensport“ des DSB beteiligt. Während er 1971 als Sportwart des DLV noch für eine Einschränkung der Dopingkontrollen gewesen war, positionierte er sich nach den von ihm zu verantwortenden Dopingmanipulationen bei den Sommerspielen 1976 im „NOK-Report“: „Es gibt keinen Grund zu der Annahme, daß mit dem Thema Doping im Sport in der Bundesrepublik, weder damals noch heute, leichtfertig umgegangen worden ist oder wird. Niemand wird dem Trugschluß unterliegen, daß dies Dopingverstöße ausschloß und daß künftig Manipulationen im Leistungssport ausgeschlossen bleiben.“
Fallak betrieb auch die „soziale Offensive im Sport“: der Sport müsse „da eingebunden werden, zusammen mit anderen Organisationen, die auf diesem Feld agieren“. Er trat gegen den Boykott der Sommerspiele 1980 in Moskau ein, den er eine „politische Eselei“ nannte.
Im Jahr 1989 wurde Fallak mit dem Großen Bundesverdienstkreuz ausgezeichnet. 1996 verlieh ihm die Universität Frankfurt die Ehrendoktorwürde.

## Tätigkeiten
- 1965–1973: Sportwart des Deutschen Leichtathletik-Verbandes (DLV)
- 1974–1988: Vorsitzender des Bundesausschusses Leistungssport (BAL)
- 1974–1988: Präsidiumsmitglied im Deutschen Sport-Bund (DSB) und im Nationalen Olympischen Komitee (NOK)
- 1990–1998: Präsident des Landessportbundes Hessen (LSBH)
- 1976, 1984, 1988: Chef de Mission der bundesdeutschen Olympiamannschaften bei den Sommerspielen